# Freddie Spencer

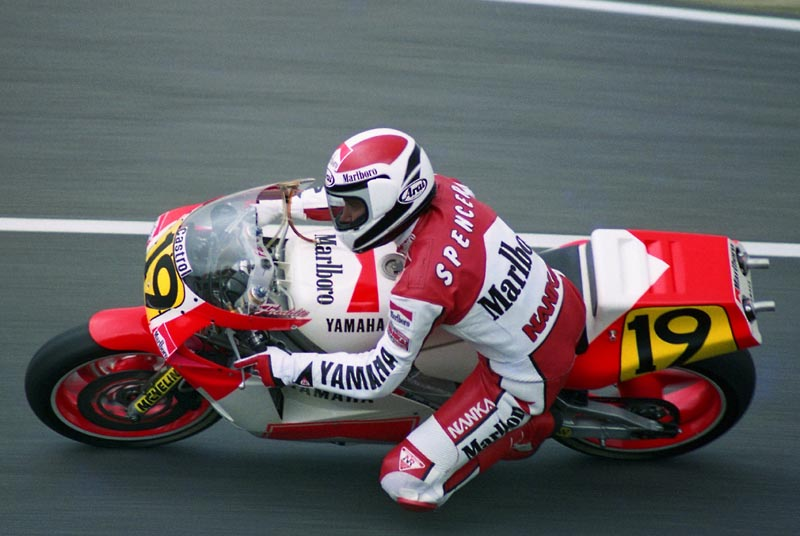
Freddie Spencer under japans GP 1989.

Freddie Spencer, född 20 december 1961 i Louisiana, är en amerikansk före detta roadracingförare, även känd som Fast Freddie.
Spencer blev den yngste världsmästaren genom tiderna i 500-klassen 1983 då han körde Hondas innovativa trecylindriga NS500. Titeln bärgades i hård kamp med Kenny Roberts. 1984 blev ett år förstört av skador men sedan lyckades Spencer med bedriften att bli dubbel världsmästare i 250GP och 500GP 1985, den senaste föraren som lyckats att vinna två klasser samma år i roadracing-VM. Därefter kom Spencer aldrig tillbaka till sin kapacitet. Spencer körde för Hondas fabriksstall.
Efter karriären har han drivit en skola för avancerad motorcykelkörning i Las Vegas.

## Segrar 500GP

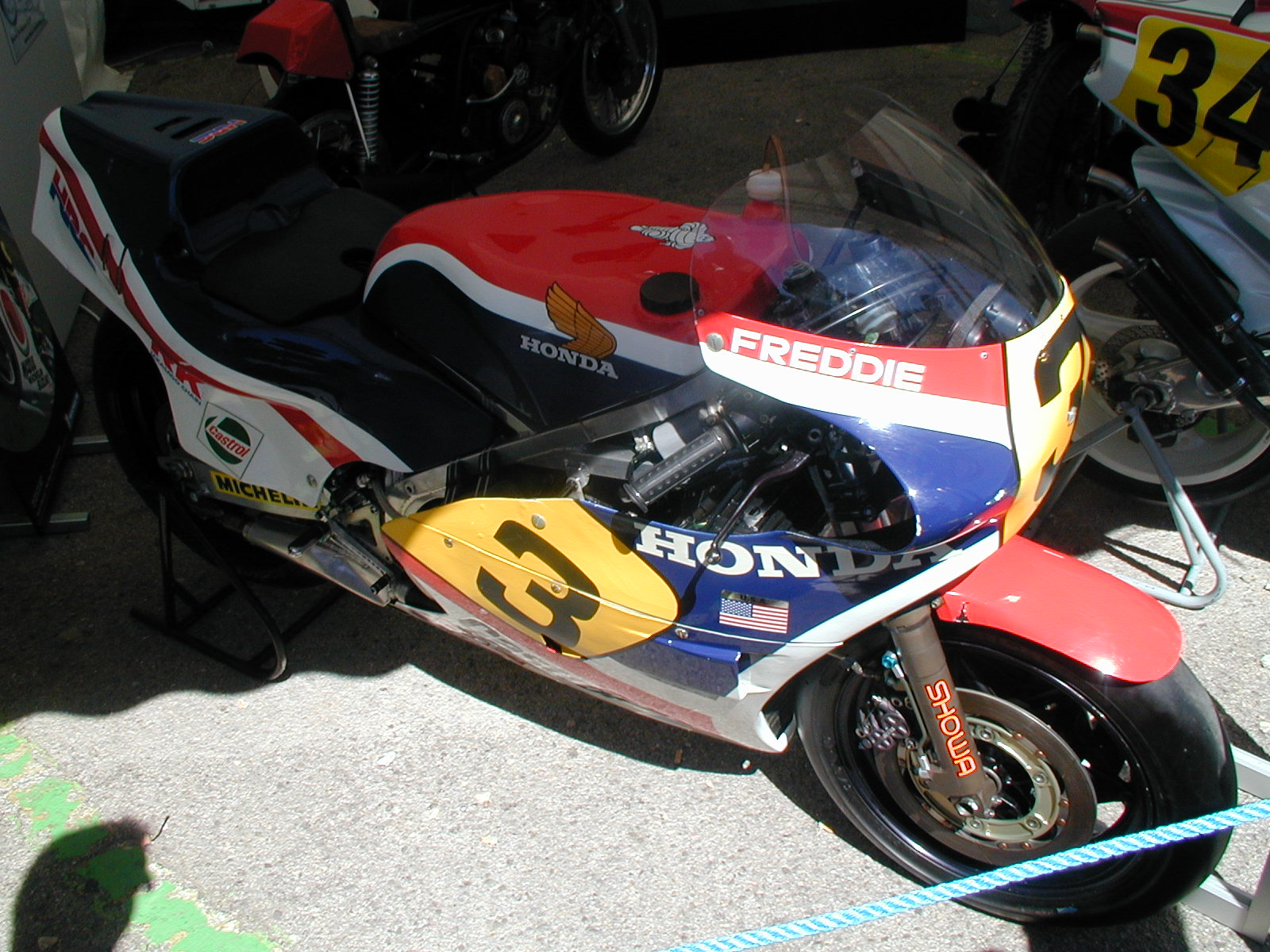
Spencers 500-kubiks Honda 1983.

| Nummer | Grand Prix     | År   |
| ------ | -------------- | ---- |
| 1      | Belgien        | 1982 |
| 2      | San Marino     | 1982 |
| 3      | Sydafrika      | 1983 |
| 4      | Frankrike      | 1983 |
| 5      | Italien        | 1983 |
| 6      | Spanien        | 1983 |
| 7      | Jugoslavien    | 1983 |
| 8      | Sverige        | 1983 |
| 9      | Italien        | 1984 |
| 10     | Västtyskland   | 1984 |
| 11     | Frankrike      | 1984 |
| 12     | Jugoslavien    | 1984 |
| 13     | Belgien        | 1984 |
| 14     | Spanien        | 1985 |
| 15     | Italien        | 1985 |
| 16     | Österrike      | 1985 |
| 17     | Belgien        | 1985 |
| 18     | Frankrike      | 1985 |
| 19     | Storbritannien | 1985 |
| 20     | Sverige        | 1985 |

## Segrar 250GP
| Nummer | Grand Prix  | År   |
| ------ | ----------- | ---- |
| 1      | Sydafrika   | 1985 |
| 2      | Italien     | 1985 |
| 3      | Österrike   | 1985 |
| 4      | Jugoslavien | 1985 |
| 5      | Holland     | 1985 |
| 6      | Belgien     | 1985 |
| 7      | Frankrike   | 1985 |